# حوزه‌های انتخابیه مجلس شورای اسلامی در استان گیلان

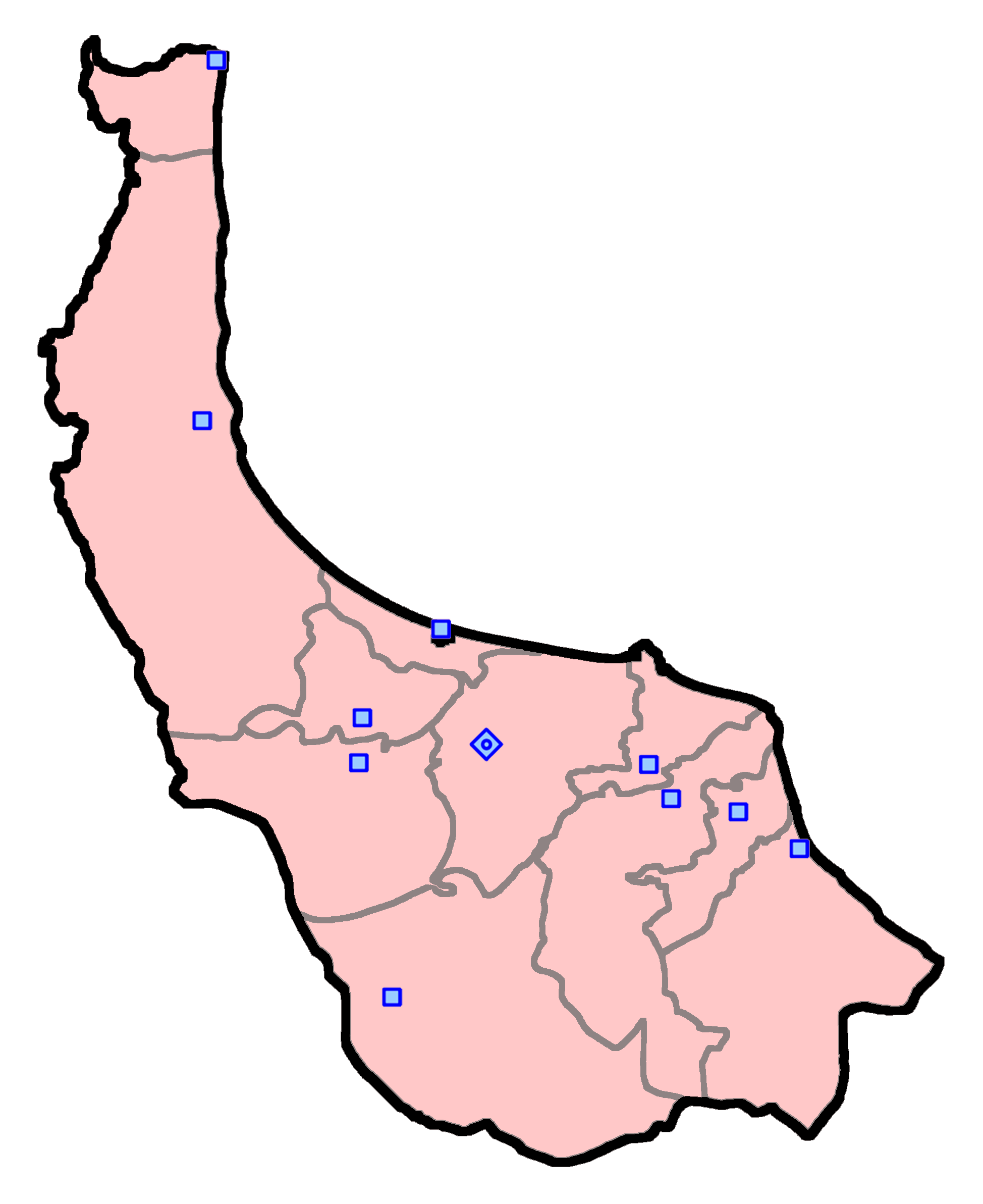
حوزه‌های انتخاباتی استان گیلان

استان گیلان، ۱۱ حوزه برای انتخابات مجلس دارد که در مجموع ۱۳ نماینده را دربر می‌گیرد؛ و عبارتند از:
| مرکز          | حوزه                   | شهرستان‌ها     | بخش‌ها                                                                            | کرسی | نقشه | جمعیت  |
| ------------- | ---------------------- | ------------- | -------------------------------------------------------------------------------- | ---- | ---- | ------ |
| رشت           | رشت                    | رشت           | شهر رشت، بخش مرکزی، بخش خمام، بخش خشکبیجار، بخش سنگر، بخش کوچصفهان و بخش لشت نشا | ۳    |      | ۹۵۶۹۷۱ |
| آستارا        | آستارا                 | آستارا        | شهر آستارا، بخش مرکزی و بخش لوندویل                                              | ۱    |      | ۹۱۲۵۷  |
| آستانه اشرفیه | آستانه اشرفیه          | آستانه اشرفیه | شهر آستانه اشرفیه، بخش مرکزی و بخش کیاشهر                                        | ۱    |      | ۱۰۸۱۳۰ |
| بندر انزلی    | بندرانزلی              | بندر انزلی    | شهر بندر انزلی، بخش مرکزی                                                        | ۱    |      | ۱۳۹۰۱۶ |
| رودبار        | رودبار                 | رودبار        | شهر رودبار، بخش مرکزی، بخش خورگام، بخش رحمت آباد و بلوکات و بخش عمارلو           | ۱    |      | ۹۴۷۲۰  |
| رودسر         | رودسر و املش           | رودسر         | شهر رودسر، بخش مرکزی، بخش رحیم آباد، بخش چابکسر و بخش کلاچای                     | ۱    |      | ۱۹۰۶۲۴ |
| رودسر         | رودسر و املش           | املش          | شهر املش، بخش مرکزی و بخش رانکوه                                                 | ۱    |      | ۱۹۰۶۲۴ |
| صومعه‌سرا      | صومعه‌سرا               | صومعه‌سرا      | شهر صومعه‌سرا، بخش مرکزی، بخش تولم و بخش میرزا کوچک جنگلی                         | ۱    |      | ۱۲۵۰۷۴ |
| تالش          | تالش، رضوانشهر و ماسال | طوالش         | هشتپر، بخش مرکزی، بخش حویق، بخش اسالم و بخش کرگان‌رود                             | ۱    |      | ۳۲۳۰۱۰ |
| تالش          | تالش، رضوانشهر و ماسال | رضوانشهر      | شهر رضوانشهر، بخش مرکزی و بخش پره سر                                             | ۱    |      | ۳۲۳۰۱۰ |
| تالش          | تالش، رضوانشهر و ماسال | ماسال         | شهر ماسال، بخش مرکزی و بخش شاندرمن                                               | ۱    |      | ۳۲۳۰۱۰ |
| فومن          | فومن و شفت             | فومن          | شهر فومن، بخش مرکزی و بخش سردار جنگل                                             | ۱    |      | ۱۴۵۵۳۶ |
| فومن          | فومن و شفت             | شفت           | شهر شفت، بخش مرکزی و بخش احمدسرگوراب                                             | ۱    |      | ۱۴۵۵۳۶ |
| لاهیجان       | لاهیجان و سیاهکل       | لاهیجان       | شهر لاهیجان، بخش مرکزی و بخش رودبنه                                              | ۱    |      | ۲۱۴۵۱۹ |
| لاهیجان       | لاهیجان و سیاهکل       | سیاهکل        | شهر سیاهکل، بخش مرکزی و بخش دیلمان                                               | ۱    |      | ۲۱۴۵۱۹ |
| لنگرود        | لنگرود                 | لنگرود        | شهر لنگرود، بخش مرکزی، بخش اتاقور و بخش کومله                                    | ۱    |      | ۱۴۰۶۸۶ |